# Макс (фільм, 2015)
«Макс» (англ. Max) — сімейна драматична стрічка про собаку, яка після загибелі свого куратора на війні в Афганістані, була прийнята в родину, яка переживає втрату.

## Сюжет
Морського піхотинця Кайла Вінкотта допитують після того як зникає зброя, яка була вилучена його загоном. Кайл розуміє причетність його друга Тайлера Гарна до цього та попереджає, що не зможе його покривати. На поле битви Вінкотта застрілюють. Тіло доставляють на батьківщину разом із собакою Максом, яким керував Кайл. Родина Вінкотт вирішує залишити собі песика. Двоюрідна сестра Кармен кращого друга Джастіна обіцяє допомогти в корегуванні поведінки Макса.
Тайлер навідує Вінкоттів, що викликає агресивну поведінку в Макса. Голова родини розпитує, чому син загинув. Гарн звинувачує собаку. Джастін вирішує розслідувати справу. Йому дають DVD з Кайлом, де він тренував Макса. Кайл, який заробляє продажем неліцензованих дисків, потрапив на гачок члена картелю Еміліо, тепер він вимагає диски з відеоіграми. Хлопець потайки переслідує Еміліо. Члени картелю зустрічаються з Тайлером, який намагається продати їм зброю. Собаки чують Макса та починають переслідування. Джастіну вдається втекти, але він змушений був кинути велосипед. Гарн із Стеком, якого вкусив пес, вимагають приспати Макса й погрожують підлітку. 
Макса забирають, але він втікає. Рей ловить Тайлера, але стає заручником Еміліо. Мак веде Джастіна з друзями до місця подій. Їм вдається врятувати Рея та знешкодити злочинців. Джастін з Максом навідує могилу Кайла, а потім запрошує Чуї та Кармен на вечерю.

## У ролях
| Актор                | Роль            |
| -------------------- | --------------- |
| Джош Віггінс         | Джастін Вінкотт |
| Лорен Грем           | Памела Вінкотт  |
| Томас Гейден Черч    | Рей Вінкотт     |
| Люк Клейнтанк        | Тайлер Гарн     |
| Джей Ернандес        | сержант Райз    |
| Міа Сітлалі          | Кармен          |
| Джозеф Джуліан Соріа | Еміліо          |
| Дежон ЛаКвейк        | Чуї             |
| Роббі Амелл          | Кайл Вінкотт    |
| Майлз Массенден      | майор Майлс     |

## Створення фільму

### Виробництво
Зйомки фільму розпочались у травні 2014 року в місті Шарлотт, Північна Кароліна.

### Знімальна група
- Кінорежисер — Боаз Якін
- Сценарист — Боаз Якін, Шелдон Леттич
- Кінопродюсер — Кен Бланкато, Карен Розенфелт
- Виконавчий продюсер — Бен Орманд, Боаз Якін
- Композитор — Тревор Ребін
- Кінооператор — Стефан Чапскі
- Кіномонтаж — Білл Панков
- Художник-постановник — Каліна Іванов
- Артдиректор — Шарон Девіс
- Художник-декоратор — Саммер Еубанкс
- Художник-костюмер — Еллен Лютер
- Підбір акторів — Ронна Кресс[3]

## Сприйняття

### Критика
Фільм отримав змішані відгуки. На сайті Rotten Tomatoes оцінка стрічки становить 36 % на основі 94 відгуки від критиків (середня оцінка 4,8/10) і 70 % від глядачів із середньою оцінкою 3,8/5 (23 872 голоси). Фільму зарахований «гнилий помідор» від кінокритиків та «попкорн» від глядачів, Internet Movie Database — 6,8/10 (23 724 голоси), Metacritic — 47/100 (25 відгуки критиків) і 6,1/10 (43 відгуки від глядачів).

### Номінації та нагороди
| Нагороди та номінації фільму «Макс» | Нагороди та номінації фільму «Макс» | Нагороди та номінації фільму «Макс»                                  | Нагороди та номінації фільму «Макс» | Нагороди та номінації фільму «Макс» | Нагороди та номінації фільму «Макс» |
| Рік                                 | Кінофестиваль/кінопремія            | Категорія/нагорода                                                   | Номінант                            | Результат                           |                                     |
| ----------------------------------- | ----------------------------------- | -------------------------------------------------------------------- | ----------------------------------- | ----------------------------------- | ----------------------------------- |
| 2015                                | Movieguide Awards                   | Найкращий фільм                                                      | Боаз Якін, Шелдон Леттіч, MGM       | Номінація                           |                                     |
| 2016                                | «Молодий актор»                     | Найкраща акторська гра в художньому фільмі: головний актор (14 — 21) | Джош Віггінс                        | Перемога                            |                                     |